# Mariana Ordóñez Grajales
Mariana Ordóñez Grajales (Chetumal, México, 1986) es una arquitecta mexicana que en 2015 fundó el taller de arquitectura: Comunal, el cual ha recibido premios nacionales e internacionales como la Medalla de plata en la Tercera Bienal Nacional de Jóvenes Arquitectos de 2019 y el AR Emerging Architecture Awards de Londres en 2019.

## Formación académica
Estudió la carrera de Arquitectura en la Facultad de Arquitectura de la Universidad Autónoma de Yucatán.  En 2013 cursó la maestría de Diseño y construcción sustentable en la Universidad del Medio Ambiente. En 2020 cursa la maestría de “Vivienda” en Centro.
En 2013 fundó Centro Bambú A.C., asociación que se dedica a capacitar a los indígenas en la Sierra Norte de Puebla.  Actualmente es profesora en la UIA en el Taller de Impacto Regenerativo y becaria del FONCA (jóvenes creadores 2016/2017).

## Trayectoria
En 2015 Ordóñez Grajales fundó junto al ingeniero Abraham Aragón el estudio COMUNAL taller de arquitectura  desde donde promueven una arquitectura de la autoorganización, la colaboración, el intercambio de conocimiento entre técnicos y pobladores y el uso de materiales locales. Y en el año 2017 se asocia con el equipo la arquitecta Jesica Amescua Carrera.
“COMUNAL taller de arquitectura” ha ganado premios a nivel nacional e internacional donde se destaca la producción de viviendas sociales con una iniciativa de diseño participativo de varias etapas que explora el potencial para reducir el hacinamiento y utilizar materiales de construcción naturales en un área rural.

## Obras
- Producción Social de Vivienda: ejercicio 02, en colaboración con la Unión de Cooperativas Tosepan Titataniske[8]
- Producción Social de Vivienda: ejercicio 01, en colaboración con la Comunidad de Tepetzintan[9]

## Reconocimientos
- 2020 - Finalistas del Premio Oscar Niemeyer para la Arquitectura Latinoamericana. América Latina.[10]
- 2019 - AR Emerging Architecture Awards [AREA]. Londres, Reino Unido.[3]
- 2019 - Medalla de plata. Tercera Bienal Nacional de Jóvenes Arquitectos. Ciudad de México, México.[2]
- 2018 - Selección oficial en la 16. Bienal de Arquitectura de Venecia "Freespace". Pabellón de México "Echoes of a land". Venecia, Italia.[11]
- 2018 - Emerging Voices 2018. Architectural League of New York. Nueva York, USA.[12]
- 2018 - Tercer lugar en el premio “Obra del Año 2018” de ArchDaily. Santiago, Chile.[13]